# Scopula convictorata
Scopula convictorata là một loài bướm đêm trong họ Geometridae.